# 愛情的證明
《愛情的證明》（拉丁字母: Kuch Kuch Hota Hai，意：“有事，有事会发生”） 是1998年的寶萊塢電影，由導演卡蘭·喬哈（Karan Johar）執導，明星陣容鼎盛，當年此片獲得極大成功，打破當時的票房記錄，並順理成章地獲得《印度電影觀眾獎──最佳影片》、以及男女主角等大獎。

## 劇情
Rahul和anjali是大學同学，Anjali男孩性格与打扮，Rahul一直都將她視為麻吉，直到校長的女兒Tina出現，Rahul愛上Tina的美麗溫柔並與之結婚。Tina在分娩的时候难产，臨死前将信留给女兒，并为女儿取了跟Anjali相似的名字
直到母親最后的一封信里明白了她的意愿，女儿决定使计父亲重遇好友，而當年的离开的anjali也已经蜕变成大家闺秀，此时的anjali还有一个深爱她的未婚夫，再次的相遇相知，他们可否有情人终成眷属？

## 外部連結
- 豆瓣电影上《愛情的證明》的資料 （简体中文）
- 互联网电影数据库（IMDb）上《Kuch Kuch Hota Hai》的资料（英文）
- 電影的公式網址 （页面存档备份，存于）

| 前任： Dil To Pagal Hai | 印度電影觀眾獎 1998年 | 繼任： 何日君能知我心 |